# Cosmopolitan Australia
Cosmopolitan Australia es una revista femenina, es la edición australiana de la revista Cosmopolitan, se lanzó en mayo de 1973. Continuó publicándose hasta diciembre de 2018, cuando el titular de la licencia, Bauer Media, canceló el título, afirmando que ya no era comercialmente viable.
En diciembre de 2023 se informó que Hearst quería relanzar Cosmopolitan en Australia. La publicación se relanzó luego de casi seis años, en agosto de 2024.
La directora de la revista Cosmopolitan Australia es la periodista y escritora Tessa Ogle.

## Directoras editoriales
- Sylvia Rainer (1973-1988)
- Pat Ingram (1988-1996)
- Mia Freedman (1996-2005)
- Sarah Wilson (2003-2007)
- Bronwyn McCahon (2006-2016)
- Claire Askew (2016-2017)
- Keshnee Kemp (2017-2018)
- Lorna Gray (2018)
- Tessa Ogle (2024)